# Львовский, Григорий Фёдорович
Григорий Фёдорович Львовский (1830—1894) — русский духовный композитор и музыкальный педагог, регент Санкт-Петербургского митрополичьего хора.

## Биография
Григорий Львовский родился 25 января 1830 года в Бессарабии в семье псаломщика. Учился сперва в училище, затем в Кишинёвской духовной семинарии, по окончании которой занял место регента архиерейского хора в том же городе. Заметив выдающиеся музыкальные способности юноши, епископ Антоний отправил его для получения музыкального образования в Санкт-Петербург в регентские классы при придворной певческой капелле, позднее изучал строгий контрапункт под руководством профессора консерватории Н. И. Зарембы. После окончания регентских классов, прослужив до 1856 года в Кишиневе на прежней должности регента архиерейского хора, Львовский был переведен в Петербург регентом хора Александро-Невской лавры, а с 1858 года был назначен регентом митрополичьего хора, где пробыл до 1893 года. Одновременно занимался преподаванием пения во многих столичных учебных заведениях и заведовал хором Исаакиевского собора.

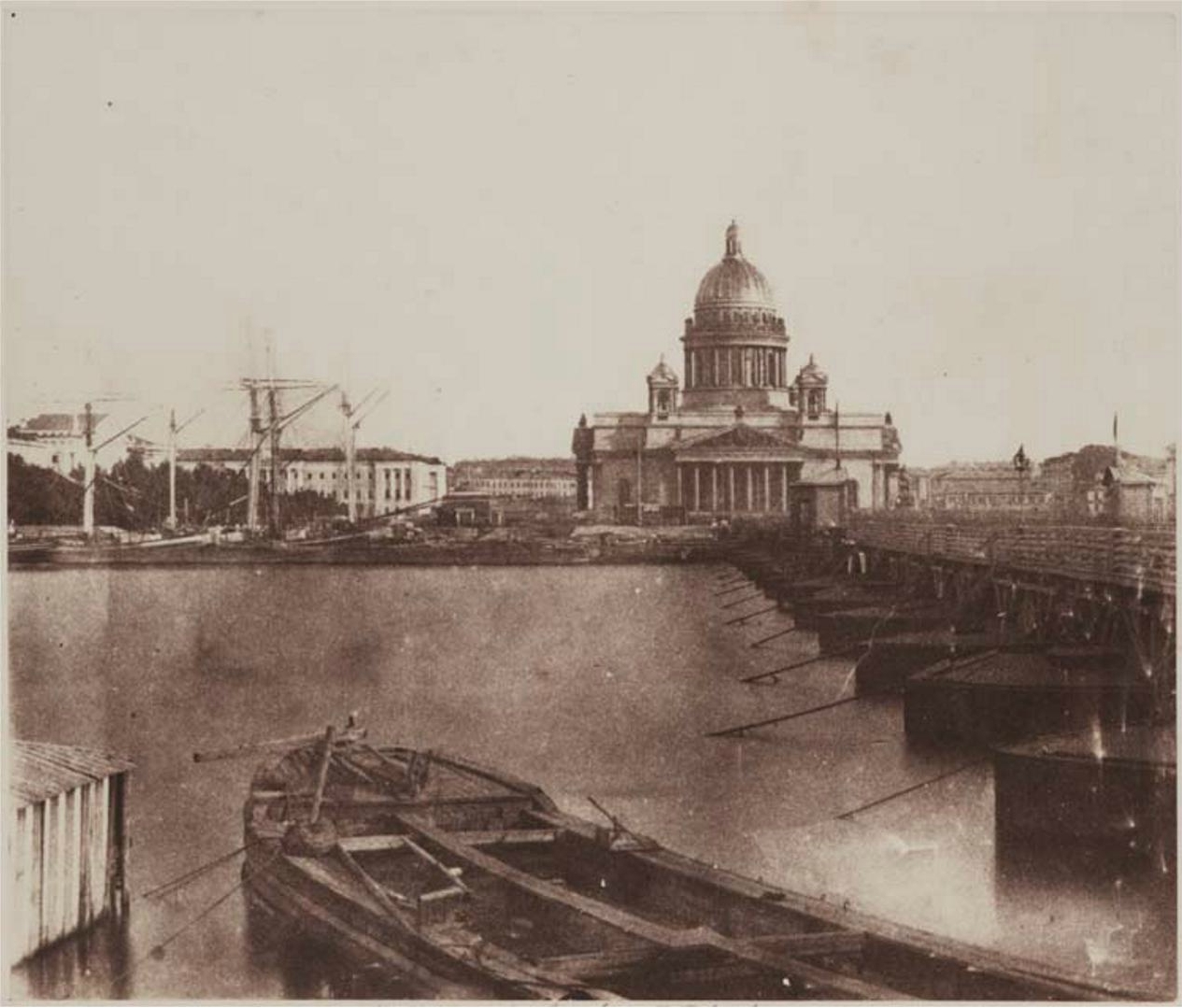
Исаакиевский собор (середина XIX века)

Как духовный композитор, Григорий Фёдорович Львовский занимает видное место в ряду музыкальных деятелей 70—80 годов XIX века. Наиболее влиятельный в области церковного пения предшественник Львовского, А. Ф. Львов, к этому времени закончил свое большое дело по переложению древних распевов в четырехголосную гармонию, но оно не находило подражателей, и большинство современных духовных композиторов шли совершенно иными путями. К числу их примкнул и Львовский, как бы сознательно подметивший существенные недостатки работ А. Ф. Львова и старавшийся избежать их в собственных духовно-музыкальных переложениях. Так, Львовский как можно точнее сохранял подлинные мелодии древних распевов, а в гармонии склонялся к преимущественному употреблению церковных ладов; кроме того, в голосах сопровождающих он часто применял мелодии, контрапунктически связанные с мелодией верхнего голоса. Для того времени это было ново, и наши древние распевы в такой гармонизации получили более подходящую к характеру их обработку, чем у А. Ф. Львова. К тому же Львовский всегда обращал внимание на содержание текста церковных песнопений и умел придать ему посредством разнообразных приемов голосоведения, мелодических украшений, перемены гармонии и т. п. известную рельефность и выразительность.
Свободные композиции Львовского по своему характеру также приближаются к его переложениям. Было издано более 60 № духовно-музыкальных сочинений и переложений его. Между ними наиболее выдающимися признаются — «Блажени яже избрал», посвящённое памяти императора Александра II, «Благослови, душе моя, Господа» греческого распева, «Дево днесь» болгарского распева и другие.
Григорий Фёдорович Львовский умер 5 октября 1894 года.